# Proclamation d'Amador Bueno
La proclamation d'Amador Bueno s'est déroulée à São Paulo en 1641, et est considérée comme la première manifestation de caractère régionaliste de la Colonie par les historiographes de l'Histoire du Brésil.
En 1640, par une Guerre de Restauration, le Portugal se libère de la domination de l'Espagne. Mais, pendant l'union du Portugal à l'Espagne, les habitants de São Paulo trouvèrent une source de richesses dans la contrebande avec la région du Río de la Plata et dans la vente d'Indiens qu'ils allaient capturer dans les Missions jésuites du bassin du rio Paraná, ce qui provoquait des conflits entre les bandeirantes paulistes et les Jésuites.
Avec la Restauration portugaise, les commerçants paulistes craignirent que le Portugal ne ruine cette source de revenus, empêchant la contrebande et interdisant le trafic d'Indiens car, lors de tous les problèmes antérieurs opposant les colons aux Jésuites, le gouvernement portugais s'était toujours placé du côté des Pères.

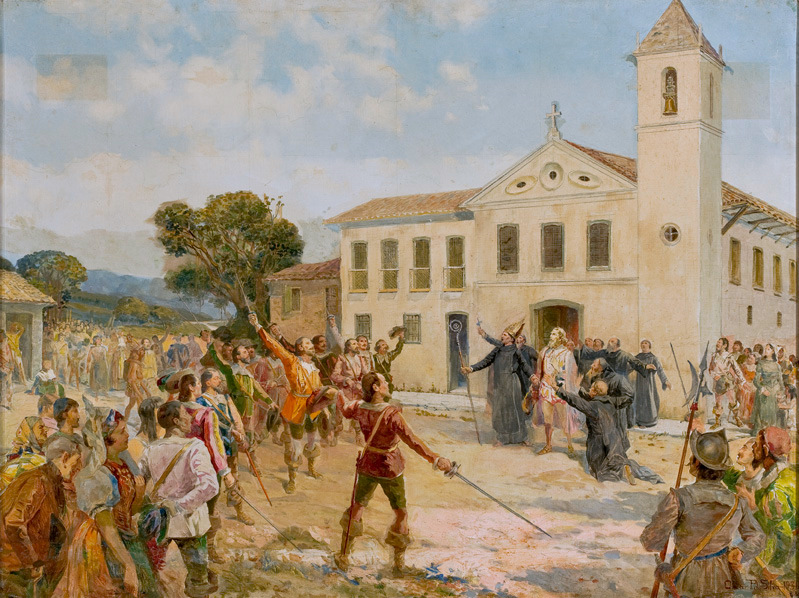
Amador Bueno n'acceptant pas la Couronne, poursuivi par les Paulistes, se réfugie dans le Monastère de São Bento, à São Paulo. Huile d'Oscar Pereira da Silva.

## Le mouvement
Le mouvement en lui-même s'est réduit à une manifestation de commerçants paulistes préoccupés de ne pas voir leurs affaires avec Buenos Aires perturbées. Ils décidèrent de créer à São Paulo un royaume indépendant et proclamèrent roi le fazendeiro (gros propriétaire terrien) Amador Bueno da Ribeira - le plus riche habitant de l'endroit.
Amador Bueno refusa l'offre et jura fidélité au nouveau roi du Portugal. Quelques jours plus tard, tous les Paulistes suivirent son exemple et l'action des commerçants prit fin, n'ayant aucune conséquence sérieuse car São Paulo était une région isolée et n'avait pas les moyens de continuer le bras de fer avec le Portugal. Cet épisode historique avisa cependant du mécontentement de certains colons envers la domination portugaise.